# Nikolaj Pavlovič Lomakin
Nikolaj Pavlovič Lomakin (in russo Николай Павлович Ломакин?; Baku, 31 gennaio 1830 – Tbilisi, 14 febbraio 1902) è stato un militare russo.

## Biografia
Nikolaj Pavlovič Lomakin nacque il 31 gennaio 1830 nella città di Baku. Fu educato nel Corpo dei cadetti di Polotsk e nel Reggimento della nobiltà. Il 13 giugno 1848 fu promosso praporščik e assegnato alla 19ª brigata di artiglieria. Dal 1850 al 1863 partecipò con distinzione alla guerra caucasica. Il 13 agosto 1851 fu promosso podporučik, il 31 marzo 1853 poručik. Dal 1º gennaio 1855 al 13 febbraio 1858 fu aiutante di stato maggiore della 20ª brigata di artiglieria. Il 26 agosto 1858 fu promosso štabs-kapitan. Dal 14 agosto 1861 fu per ordini speciali agli ordini del comandante delle truppe della regione del Daghestan. Il 3 settembre 1861 fu promosso capitano. Dal 26 maggio 1870 fu il capo del distaccamento di Magyšlak. Il 21 novembre 1865 fu promosso tenente colonnello e il 2 novembre 1870 colonnello.
Durante campagna khivana del 1873 Lomakin comandò il distaccamento di Magyšlak e, per essersi distinto, ricevette il grado di maggior generale (con anzianità dal 22 luglio 1873) e la spada d'oro al coraggio e fu insignito dell'Ordine di San Vladimiro di 3ª classe con spade. Venne poi insignito dall'Impero tedesco dell'Ordine dell'Aquila rossa di 2º grado con spade e stelle e dalla Persia dell'Ordine del Leone e del Sole di 1ª classe. Dal 2 maggio 1874 è a capo dell'Divisione militare transcaspica e comandante del distaccamento di Krasnovodsk. Nel 1876 fu insignito dell'Ordine di San Stanislao di 1ª classe.
Nel 1879, dopo la morte del generale Ivan Davidovič Lazarev,  Lomakin fu messo a capo della spedizione diretta all'oasi di Akhal-Tepe. Dopo il suo fallito tentativo di assalto a Geok Tepe e la successiva difficile ritirata, cedette la guida della spedizione al generale Aršak Ter-Gukasov.
Il 14 gennaio 1881 fu nominato capo militare della provincia di Tbilisi e dal 31 agosto 1884 fu capo della 24ª brigata locale. Nel 1882 ricevette l'Ordine di Sant'Anna di 1ª classe, nel 1885 l'Ordine di San Vladimiro di 2ª classe. Il 30 agosto 1886 fu promosso tenente generale e il 22 dicembre 1887 gli fu affidato il comando della 19ª divisione di fanteria. Nel periodo 1890-1897 comandò temporaneamente il 12º corpo d'armata.
Il 16 giugno 1897 Lomakin si ritirò dall'esercito, con l'incarico di generale di fanteria, e si dedicò ad attività pubbliche. Morì a Tbilisi il 14 febbraio 1902.
Oltre a diversi articoli di carattere scientifico, Lomakin scrisse preziose note sul suo servizio  (Десять лет в Закаспийском крае, "Dieci anni nella regione della Transcasia"), pubblicate nella "Gazzetta storica militare".

## Decorazioni

### Decorazioni dell'Impero russo
- Ordine dell'Aquila Bianca
- Ordine di San Vladimiro, cavaliere di 2ª classe
- Ordine di San Vladimiro, cavaliere di 3ª classe con spade
- Ordine di San Vladimiro, cavaliere di 4ª classe (25 anni)
- Ordine di Sant'Anna, cavaliere di 1ª classe
- Ordine di Sant'Anna, cavaliere di 2ª classe con corona imperiale
- Ordine di Sant'Anna, cavaliere di 3ª classe
- Ordine di San Stanislao, cavaliere di 1ª classe
- Ordine di San Stanislao, cavaliere di 2ª classe con spade e corona imperiale
- Ordine di San Stanislao, cavaliere di 3ª classe con spade
- Spada d'oro al coraggio

### Decorazioni straniere
- Ordine dell'Aquila rossa, cavaliere di 2ª classe (Impero tedesco)
- Ordine del Leone e del Sole, cavaliere di gran croce (Persia)